# Narodowo-Socjalistyczna Partia Robotnicza
Narodowo-Socjalistyczna Partia Robotnicza (dt. National-Sozialistische Arbeiter Partei) war eine nationalsozialistische Partei in Polen in den 1930er Jahren.

## Geschichte
Gegründet wurde sie in der zweiten Hälfte des Jahres 1933 von Józef Grałła und Wacław Kozielski, einem ehemaligen Mitglied der Partei Stronnictwo Narodowe, der aus dieser Partei wegen seines Radikalismus ausgeschlossen worden war. Die NSPR war strikt antideutsch und antisemitisch. Sie war hauptsächlich in Oberschlesien, Łódź und Kielce aktiv und hatte ungefähr 10.000 Mitglieder. Ihre Mitglieder trugen kirschrote Hemden. Am 13. Juni 1934 wurde sie verboten.